# Arne Vanhaecke
Arne Vanhaecke (Brugge, 21 november 1987) is een Belgisch singer-songwriter en presentator. Hij werd bekend in 2009 door zijn deelname aan Zo is er maar één (op Eén).

## Biografie
Arne Vanhaecke studeerde Communicatiewetenschappen aan de Universiteit Gent. Hij speelt gitaar en ukelele. In Gent werd hij voor het eerst opgemerkt bij de jongerenradio Urgent.fm. Al vlug liet ook Radio Donna haar oog vallen op zijn muzikaal talent. Elke vrijdagochtend was hij te horen tijdens David in de Ochtend met zijn eigen rubriek, "het Speedlied", waar hij in 30 minuten tijd een lied maakte over de actualiteit.
In 2008 won hij de Radio 2-wedstrijd "Schrijf er maar één". Zijn lied "Luisje" werd als winnaar gekozen uit meer dan 450 inzendingen, en was een veel gedraaide single op de radio. Eva De Roovere omschreef het als "een liedje om verliefd op te worden". Optredens met Sioen, Elliot Murphy, Bob Neuwirth en Axl Peleman volgden.
In het voorjaar van 2009 nam Arne Vanhaecke deel aan het vierde en laatste seizoen van Zo is er maar één en hield het uiteindelijk 3 uitzendingen vol.
In 2010 werd Vanhaecke met tegendraadse sidekick Joyce Beullens het nieuwe gezicht van de jeugd-tv-zender vtmKzoom. Hij fungeerde er als omroeper en presenteerde er ook zelf verschillende programma's, waaronder het actuamagazine Woow! en het ludieke Beroep onder de loep. Zijn laatste wapenfeit voor vtmKzoom was Baas in huis, een quiz waarin kinderen en ouders het tegen elkaar opnemen. Eind december 2015 nam hij op eigen initiatief afscheid van de zender.
In tussentijd was Vanhaecke ook te horen in verschillende muzikale projecten, zowel als solo-artiest als in groepsverband. Zo was hij vanaf april 2013 ook tijdlang de leadzanger van de kidsband De Bende.
Sinds september 2013 brengt Vanhaecke samen met Born Crain wekelijks een komische musicalmedley over de actualiteit in de ochtendshow op radiozender Qmusic. Het duo had er vanaf 8 februari 2015 ook anderhalf jaar lang een eigen programma, tot juni 2015 was dit De Hitdokter op zondagnamiddag en van september 2015 tot juni 2016 De Zesde Dag op zaterdagvoormiddag.

## Discografie

### Albums
| Album met hitnotering(en) in de Vlaamse Ultratop 200 albums | Datum van verschijnen | Datum van binnenkomst | Hoogste positie | Aantal weken | Opmerkingen |
| ----------------------------------------------------------- | --------------------- | --------------------- | --------------- | ------------ | ----------- |
| Vlinders en een maagzweer                                   | 2011                  | 14-05-2011            | 77              | 4            |             |

### Singles
| Single met hitnotering(en) in de Vlaamse Ultratop 50 | Datum van verschijnen | Datum van binnenkomst | Hoogste positie | Aantal weken | Opmerkingen |
| ---------------------------------------------------- | --------------------- | --------------------- | --------------- | ------------ | ----------- |
| Plafond                                              | 10-10-2011            | 12-11-2011            | tip74           | -            |             |
| Het bloklied                                         | 2012                  | 23-06-2012            | tip59           | -            |             |
| Vallen en weer opstaan                               | 2013                  | 13-04-2013            | tip84*          |              |             |

## Film
- 2012: De Lorax en het Verdwenen Bos - stem van Ted
- 2013: Sinterklaas en de Pepernoten Chaos - Verslaggever 1